# 7. tisućljeće pr. Kr.
◄ | 8. tisućljeće pr. Kr. | 7. tisucljeće pr. Kr. | 6. tisućljeće pr. Kr. | ►
70. stoljeće pr. Kr. | 69. stoljeće pr. Kr. | 68. stoljeće pr. Kr. | 67. stoljeće pr. Kr. | 66. stoljeće pr. Kr. | 65. stoljeće pr. Kr. | 64. stoljeće pr. Kr. | 63. stoljeće pr. Kr. | 62. stoljeće pr. Kr. | 61. stoljeće pr. Kr.
7. tisućljeće pr. Kr. je je razdoblje od 7000. pr. Kr. do 6001. pr. Kr..

## Događaji i trendovi
- 6500. – 6200. pr. Kr. – Porast razine mora potapa Doggerland, koji nestaje ispod Sjevernog mora, a Velika Britanija postaje otok.

## Vanjske poveznice
|  | Zajednički poslužitelj ima još gradiva o temi 7. tisućljeće Pr. Kr. |